# Músculs de la masticació
Els músculs de la masticació o músculs masticatoris (musculi masticatorii) són els músculs que s'encarreguen dels moviments necessaris per a la masticació. El masseter, el temporal i el pterigoidal medial addueixen la mandíbula, mentre que el pterigoidal lateral ajuda a abduir-la. Tots quatre participen en el moviment lateral de la mandíbula. Altres músculs, com ara el milohioidal, donen suport al pterigoidal lateral.